# Santa Taide
Santa Taide (o Taisia, a seconda di come viene italianizzato il nome greco Θαΐς, Thais), vissuta nel IV secolo, è venerata come santa dalla Chiesa cattolica e della Chiesa ortodossa. La leggenda è probabilmente frutto di fantasia, e difficilmente Taide è realmente esistita; la sua storia è molto simile a quelle di santa Pelagia (probabilmente una diversa versione di questa stessa storia) e Maria Egiziaca.

## La leggenda

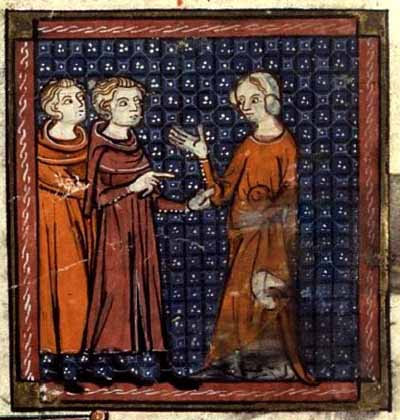
Miniatura medievale raffigurante santa Taide

Secondo la tradizione, Taide era una ricca donna cristiana di Alessandria d'Egitto, che decise di diventare una prostituta. Era molto nota per la sua straordinaria bellezza, e portò molti sul sentiero della perdizione durante quel periodo della sua vita.
Le storie sul suo conto girarono tutto l'Egitto, fino a giungere alle orecchie di san Pafnuzio, un asceta che aveva già convertito molte persone alla salvezza (a seconda delle versioni, Pafnuzio viene sostituito da san Bessarione, san Serapione di Thmuis o san Giovanni il Nano).
Pafnuzio si vestì bene e andò da Taide, chiedendo di incontrarla di nascosto da chi potesse vederli. Taide rispose che potevano chiudere la porta a chiave, ma che se era di Dio che aveva paura, non vi sarebbe stato luogo dove lui non potesse vederli.

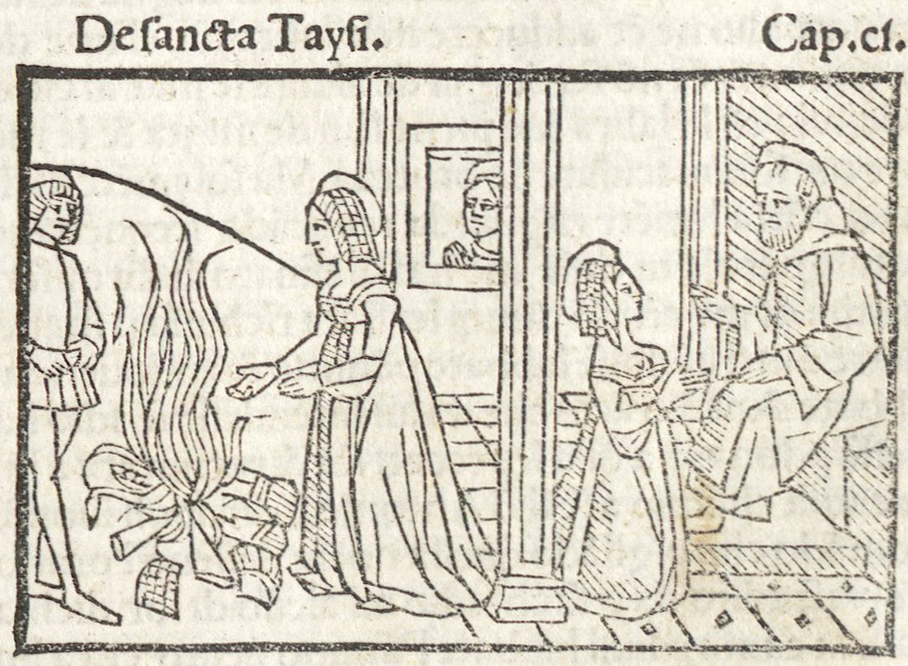
Santa Taide nella Legenda Aurea (1497)

Vedendo che Taide sapeva di Dio e delle punizioni che aspettavano i peccatori, le chiese perché conducesse quella vita, e di quello che l'aspettava se avesse continuato su quella strada. Pentitasi, Taide bruciò tutti i suoi averi in piazza ed entrò in convento, dove si murò viva per tre anni in modo da espiare le sue colpe. Rivolta verso est, Taide pregò in continuazione chiedendo a Dio di avere pietà di lei. Taide disse a Pafnuzio che, durante la sua reclusione, tutti i suoi peccati erano costantemente davanti ai suoi occhi e che, ricordandoli, piangeva; egli le rispose che era per le sue lacrime, e non per la sua rigida autopunizione, che il Signore avrebbe avuto pietà di lei.
Infine, su insistenza di sant'Antonio abate e dopo che, in una visione, san Paolo il Semplice vide il posto preparato per lei in Paradiso, Taide fu liberata da Pafnuzio e si riunì alle altre suore del convento. Morì soli 15 giorni dopo la sua liberazione.

## Santa Taide nella cultura
La storia di Taide è stata più volte ripresa in ambito culturale: Roswitha di Gandersheim e Marbodo di Rennes ne trassero dei drammi per le scene medievali; su di lei scrissero anche il beato Jacopo da Varazze, nella sua Leggenda Aurea, Anatole France nella Taide e Jules Massenet in Thaïs.